# Eurocentrisme

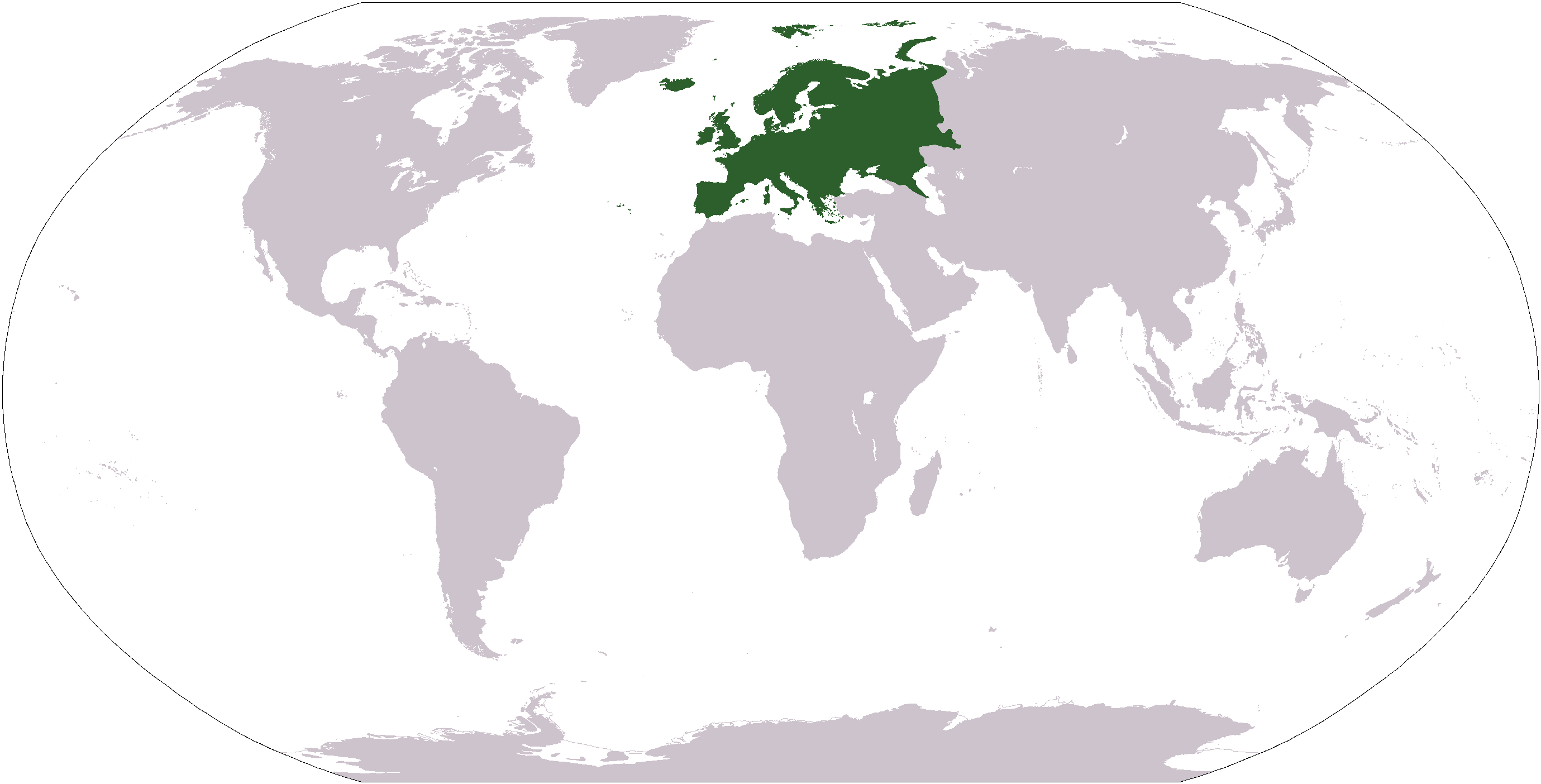
Op wereldkaarten is het nog altijd gebruikelijk Europa in het midden te plaatsen. Hoewel ook steeds vaker het Amerikaanse continent in het midden wordt geplaatst

Eurocentrisme is het - al dan niet bewust - benadrukken van de Europese cultuur, en meer in het algemeen van westerse ideeën en theorieën, waarbij geen rekening wordt gehouden met de invloeden van andere culturen. Bij bewust eurocentrisme, is er sprake van het exceptionalistische idee dat westerse concepten fundamenteel verschillend (en beter) zouden zijn van die van andere culturen en beschavingen (vergelijk het Engelse concept the white man's burden). Een enigszins tegenstrijdig, maar verstrekkend, bijkomend idee is dat westerse concepten universeel zouden zijn.
Eurocentrisme wordt algemeen gezien als een gevolg van de Europese werelddominantie, in de vorm van het kolonialisme, die eeuwenlang duurde en pas na de Tweede Wereldoorlog doorbroken werd. De Verenigde Staten en, tot 1985, de Sovjet-Unie werden na 1945 de twee belangrijkste wereld- en kernmachten. Hun rivaliteit leidde tot het tijdperk van de koude oorlog, dat eindigde met het verdwijnen van de Sovjetstaat. Tegelijkertijd werd een proces van dekolonisatie ingezet, veel kolonieën verkregen hun onafhankelijkheid van het Europese moederland, vaak na een onafhankelijkheidsstrijd. Zo werd Nederlands-Indië na een bloedige oorlog (in Nederland politionele acties genoemd) in 1949 de onafhankelijke staat Indonesië en maakte Algerije zich in 1962, na acht jaar oorlog, los van het Franse moederland. 
Het verschijnsel van het eurocentrisme doet zich voor op het gebied van de internationale betrekkingen, en in de Europese geschiedschrijving. Een bekend voorbeeld is de geschiedenis van het internationaal recht of volkenrecht, dat doorgaans wordt beschreven als een puur Europese ontwikkeling, met als grondslag de Romeinsrechtelijke en christelijke beginselen. Daarmee wordt gesuggereerd dat andere culturen niet vatbaar zouden zijn voor internationaal juridisch denken en voor de regels die eruit voortvloeien. In de geschiedschrijving is een voorbeeld van eurocentrisme het vaak voorkomen van boeken die beweren een wereldgeschiedenis te beschrijven, terwijl zij in feite slechts de geschiedenis van Europa behandelen. Andere delen van de wereld komen er dan pas aan de orde vanaf het moment dat ze met Europa in aanraking kwamen.
In het Verenigd Koninkrijk verwijst de term eurocentrisme naar ideeën die de Europese Unie steunen.